# Un giorno dopo l'altro (romanzo)
Un giorno dopo l'altro è un romanzo scritto da Carlo Lucarelli e pubblicato la prima volta nel 2000. Il titolo del romanzo prende spunto dall'omonima canzone di Luigi Tenco, il cui testo è più volte citato nella narrazione.

## Trama
L'ispettore Grazia Negro (già protagonista di Almost Blue) si mette sulle tracce di un killer professionista che, fingendosi agente di commercio e cambiando continuamente identità, commette una serie di delitti. Sullo sfondo il nome in codice di Pit Bull che permette ad Alex, un ragazzo che lavora presso un server informatico di provincia, di scoprire qualcosa dell'assassino, mettendosi a sua volta nei guai.

## Edizioni
- Carlo Lucarelli, Un giorno dopo l'altro, collana Einaudi Tascabili - Stile Libero, Einaudi, 2000,  p. 264, ISBN 978-88-06-19364-5.